# Xã Sylvania, Quận Scott, Missouri
Xã Sylvania (tiếng Anh: Sylvania Township) là một xã thuộc quận Scott, tiểu bang Missouri, Hoa Kỳ. Năm 2010, dân số của xã này là 2.252 người.